# يماني تسيجي
يماني أداني تسيجي (ولد في 8 أبريل 1985): عداء المسافات الطويلة الأثيوبي المتخصص في الماراثون. فاز في ماراثون روتردام عام 2012 مع تسجيل أفضل زمن شخصي (02:04:48). وقد فاز أيضا سباقات الماراثون في آيندهوفن، غيونغجو وماكاو وتايبيه.
بدأ التنافس في السباقات الدولية عام 2008 واحتل المركز الثالث في ماراثون الدار البيضاء في نفس السنة، وحقق زمن 02:13:29. وحقق أيضا أول فوز له في نهاية 2008 في ماراثون ماكاو في ديسمبر كانون الأول. [3] وافتتح عام 2009 بالفوز في المركز الثاني في ماراثون مراكش في يناير كانون الثاني  وحقق يماني تقدما كبيرا في ماراثون باريس الدولي في أبريل من ذلك العام. على الرغم من أنه أنهى الماراثون في المركز الرابع، بتسجيل زمن 02:06:30.